# الشهواني
الشهواني اسم منسوب إلى شهوة، وهو لقب يشيرعادة إلى كل شيء حسي، وفاخر ومُبهج للحواس بشكل كامل، وعند الرغبة بالشيء، وقد يطلق هذا اللقب على شخص، أومجتمع أو حُب منافي للعفة والطهارة، ويقابل كلمة شهوان.
شخصيات:
- محمد الشهواني